# Hymenoepimecis argyraphaga
Hymenoepimecis argyraphaga är en stekelart som beskrevs av Ian D. Gauld 2000. Hymenoepimecis argyraphaga ingår i släktet Hymenoepimecis och familjen brokparasitsteklar. Inga underarter finns listade i Catalogue of Life.